# Le Mort (récit)
Pour les articles homonymes, voir Le Mort.
Le Mort est un récit de Georges Bataille (1897-1962), publié pour la première fois de manière posthume en 1964, avec des gravures d'André Masson, peintre et ami de Bataille. Il fut écrit entre la fin de l'année 1942 et le début de l'année 1944 (Bataille lui-même est imprécis quant aux dates exactes), mais resté inédit du vivant de l'auteur. 

## Éditions successives
S'il existe plusieurs manuscrits du texte, dont certains ont été recopiés par Bataille pour être vendus, comme il le faisait lorsqu'il était dans la nécessité, aucune édition ne verra le jour de son vivant. Dans les années 1945-1947, Bataille avait pourtant un projet d'édition, sous pseudonyme, avec Robert Chatté, éditeur clandestin de livres érotiques, comme en témoigne une lettre de 1947 à Henri Parisot : « Chatté préparait deux livres de moi, Le Mort et La Tombe d'un très mauvais genre... » Par la suite, peu de temps avant sa mort, Bataille prévoyait aussi une publication avec Jean-Jacques Pauvert, sans doute sous le pseudonyme de Pierre Angélique, utilisé pour Madame Edwarda, dans une mise en page très particulière, que respectera Pauvert en 1967, chaque chapitre occupant une pleine page, avec le titre dans un cartouche en bas, manière d'accentuer la charge visuelle du texte, comme une suite de tableaux.
- 1964 : édition de luxe Au Vent d'Arles, non paginée, tirée à 145 exemplaires, illustrée de neuf gravures en couleurs par André Masson.
- 1967 : édition Jean-Jacques Pauvert, première édition non illustrée, non paginée, tirée à 6 000 exemplaires. Comme celle, la même année, de Histoire de l'œil par Pauvert, dans une maquette en forme d'étui rose orné d'un œil, Pierre Faucheux réalise une maquette similaire, dans un étui noir semblable à un cercueil, orné d'un bandeau « mortuaire » avec le titre.
- 1971 : éditions Gallimard, tome IV (Œuvres littéraires posthumes) des Œuvres complètes de Georges Bataille, établi par Thadée Klossowski (mise en page infidèle au projet de maquette conçu par Bataille).
- 1979 : deuxième édition Pauvert, édition courante, Société Nouvelle des Éditions Pauvert (texte identique à celui de l'édition de 1967).
- 1998 : éditions Blanche, collection « Image Blanche », avec une préface de Jérôme Peignot[6] et des illustrations de Gilles de Staal.
- 2004 : éditions Gallimard, Romans et récits, préface de Denis Hollier, édition publiée sous la direction de Jean-François Louette, coll. « Bibliothèque de la Pléiade »[7].

En raison des multiples manuscrits et dactylogrammes ayant circulé de ce récit, on constate des différences dans le texte d'une édition à l'autre, des variations concernant les prénoms des personnages (dans le manuscrit le plus ancien, les personnages qui deviendront par la suite Marie et Édouard sont prénommés Julie et Henri). Ainsi l'édition établie par Thadée Klossowski (1971) dans les Œuvres complètes (la même que celle de la Pléiade, mis à part quelques petites corrections) diffère sensiblement de l'édition Pauvert (1967), le texte des éditions Gallimard apparaissant plus élagué, avec une discontinuité plus marquée, et moins d'excès d'éloquence. Il suffit de comparer, par exemple, la première phrase du récit. Dans l'édition procurée par Pauvert, le texte débute ainsi : « Lorsque Édouard retomba mort, un vide se fit en elle, un long frisson la parcourut, qui l'éleva comme un ange. » Dans l'édition de Thadée Klossowski : « Édouard retomba mort. Un vide se fit en elle, qui l'éleva comme un ange. » Ou encore la toute fin du livre : « Le nain siffla entre ses dents : - Elle m'a eu... Il ne vit le canal et se laissa glisser. Un bruit lourd, un instant, dérangea le silence de l'eau. Restait le soleil. », qui apparaît ainsi dans l'édition de Gallimard : « Il siffla entre ses dents : - Elle m'a eu... Il se laissa glisser. Le bruit sourd, un instant, troubla l'eau du canal. » Le primat accordé au discontinu dans la « seconde version » correspond mieux, selon Emmanuel Tibloux, au « principe de juxtaposition qui régit la composition du récit, conçu comme une succession de brèves séquences nettement détachées. »
Ajoutons par ailleurs qu'il existe quatre esquisses pour Le Mort (deux encres de Chine et deux mines de plomb) réalisées en 1957 par Pierre Klossowski (reproduites dans l'édition de La Pléiade).
Sous le titre Un si funeste désir, le metteur en scène Cédric Orain a adapté au théâtre ce récit de Bataille, mêlé au livre du dramaturge Jean-Michel Rabeux, Les Charmilles et les morts (2002), adaptation créée avec sa compagnie La Traversée, en 2008 et 2009 au Théâtre de la Bastille, à Paris.

## Présentation du texte
Bataille a écrit en partie ce récit en Normandie, à Panilleuse où il séjourna alors qu'il était atteint de tuberculose. L'auberge du récit, dite de Quilly, fait allusion à celle de Tilly, proche village où il a lui-même été. Comme il l'écrit lui-même dans le manuscrit d'un projet de Préface intitulé Aristide l'aveugle. Le Mort : « Il y a de toute façon le rapport le plus étroit entre Le Mort et le séjour en Normandie du malade tuberculeux que j'étais. » Par ailleurs, ce prénom Aristide est celui du père de Bataille, paralysé et aveugle, dont le souvenir est associé à de terribles visions d'enfance évoquées dans les « Réminiscences », à la fin de Histoire de l'œil. Ainsi cette figure du père apparaît comme une incarnation possible du mort, tous les récits de l'auteur ayant une part autobiographique. Bataille précise aussi dans quelles conditions affectives extrêmes et quel état d'esprit il a écrit ce texte : « Le reste se lie à l'excitation sexuelle délirante où j'étais, dans l'extravagance de novembre, dans ma solitude presque entière, je vivais alors non loin de Tilly, mais nous habitions à part à un kilomètre l'un de l'autre, une belle fille, ma maîtresse et moi ; j'étais malade, dans un état obscur, d'abattement, d'horreur et d'excitation. »
Le récit, qui se déroule sur fond de tempête (« Le vent, les rafales, au-dehors, faisaient rage ») et de campagne boueuse, s'ouvre ainsi, en un tableau intitulé « Marie reste seule avec Édouard mort » : « Édouard retomba mort. Un vide se fit en elle, qui l'éleva comme un ange. [...] L'horreur disposait d'elle absolument comme l'assassin de la nuit noire », comme si l'horreur de la mort était aussi une forme d'illumination sacrée. En effet, Édouard vient de mourir auprès de Marie, qui arrachant sa robe et s’enfuyant aussitôt nue dans la rue, « sortie des rafales de la nuit », se retrouve dans une auberge, remplie de filles et d'ivrognes. Là, pendant une nuit de débauche, elle se livre à la luxure, s'enivre en compagnie de garçons de ferme, et s'abandonne à des excès érotiques avec plusieurs hommes (le valet Pierrot, un nain, à « la silhouette de rat », qui porte le titre de comte et en qui Marie voit le spectre d'Édouard), avant de mourir à son tour, dans la maison du mort.
Si les fictions de Georges Bataille constituent « la part maudite » de son œuvre, Le Mort est le plus bref et sans doute le plus sombre, le plus scandaleux et obscène (« d'un très mauvais genre », selon les termes de Bataille) de ses récits. Sa brièveté (28 chapitres d'une page chacun) ne fait d'ailleurs qu'accentuer son intensité et sa puissance scandaleuse, l'outrance du désir se mêlant à la fascination de l'horreur, dans un rapport de force entre la passion et l'animalité. Texte sans pareil, exceptionnellement rédigé à la troisième personne (alors que tous les autres récits et romans de Bataille présentent un personnage-narrateur, sauf Julie, texte qu'il prévoyait de lier au Mort), ordonné en tableaux, il tient « à la fois de la veillée funèbre et du chemin de Croix ». En effet, le texte s'ouvre sur une allusion à l'Assomption, et se présente comme une parodie de la Passion du Christ. Dès ce premier chapitre, la perversion ou transgression de la religion est explicite : « Un vide se fit en elle, qui l'éleva comme un ange. Ses seins nus se dressèrent : un lugubre frisson la porta dans l'église de rêve où l'épuisement, le silence et le sentiment de l'irrémédiable l'achevèrent. » Décrivant une nuit d'anéantissement, Bataille précipite les corps, et surtout celui de son « héroïne », prénommée Marie (dont les résonances religieuses sont évidentes), dans un délire érotique et scatologique, un dérèglement effréné jusqu'à l'agonie, une sorte d'« inhumanité amoureuse et sexuelle », selon les termes de Michel Surya, qui commente ainsi ce livre paroxystique : « Bataille va là plus loin qu'il n'a jamais été, ce n'est plus la mort qui ouvre à l'érotisme, mais l'érotisme, mais l'obscénité, qui préparent à la mort. » En même temps, ce dérèglement orgiaque prend, comme souvent chez Bataille, au moins depuis L'Anus solaire (1931), des allures cosmiques, la dépense et l'excès ayant des correspondances ou résonances avec les éléments et les astres, et en particulier le soleil : « Marie, dans sa rage, se savait d'accord avec le soleil. » Ce récit monstrueux, « expérience des limites », met en scène, comme la plupart des textes fictifs de Bataille, ce que Maurice Blanchot a nommé « cet excès qui vient avec le féminin ».
L'intensité et le scandale du récit tiennent d'abord à sa charge de souillure - même si celle-ci est également présente dans tous les autres récits de Bataille - et à son caractère sacrilège d'outrage aux mœurs, ainsi que le résume Emmanuel Tibloux : « on relève rien moins que trois cadavres, quatre orgasmes, deux scènes de miction, un étron et une “flaque de vomi”. Rarement, on en conviendra, récit aura été placé à ce point sous le signe de la souillure et du relâchement. Rarement aussi deuil aura été si lubrique, et lubricité si endeuillée. » Cette proximité du sexe et de la mort, clairement évoquée dans la préface à 
Madame Edwarda, sera la thèse principale de son essai sur L'Érotisme (1957), que Bataille envisage comme « approbation de la vie jusque dans la mort ». Le récit est de fait encadré par trois cadavres, celui d'Édouard au début et ceux du comte et de Marie à la fin (le dernier chapitre est intitulé « Les morts »), Marie ayant pris la décision de « mourir à l'aube ». Mort et sexe, jouissance éperdue, horreur et sublime finissent par se confondre : « Cul nu et ventre nu : l'odeur de cul et de ventre ensalivé était l'odeur même de la mort. »
Ce scandale moral est redoublé par un scandale esthétique, tenant à la représentation même de l'obscénité, des cadavres et des excrétions, correspondant à un agencement théorique que Bataille a mis en place dès les années 1930 autour de la notion d'« hétérogène », catégorie à partir de laquelle il a pensé l'œuvre de Sade. Le personnage du comte, par son titre, sa monstruosité, sa « difformité de diable » et son langage dans la débauche, renvoie explicitement à l'univers merveilleux du conte, du roman noir, et à l'œuvre de Sade. De plus, le lexique employé par Bataille est des plus orduriers, sans doute comme dans aucun autre de ses récits, mis à part Histoire de l'œil. La grossièreté du lexique (« Elle s'accroupit et chia sur le vomi »), la brièveté des phrases, la surenchère dans les descriptions obscènes, la simplicité narrative et syntaxique, tous ces éléments placent le récit dans le champ du pornographique. Le comble de l'obscène se dit dans une injonction à regarder (« “Regarde, dit-elle, je suis belle.” Accroupie, le con au niveau de la tête du monstre, elle en ouvrit ignoblement la fente. »), qui rappelle celle de Madame Edwarda : « tu dois regarder : regarde ! ». À ce scandale s'ajoute la dimension du blasphème et du sacrilège, caractéristique, avec la proximité du sexe et de la mort, de la transgression selon Bataille. Là encore, cette infraction, présente dans d'autres de ses textes, rappelle Sade et est portée à son comble dans Le Mort. À ce sujet, Emmanuel Tibloux écrit : « Le scandale tient ici au modèle selon lequel le texte configure le parcours pornographique de l'héroïne, qui touche à l'un des fondements du catholicisme : le chemin de Croix, représentation canonique de la Passion du Christ. » Le récit de Bataille s'apparente ici à un pastiche, ou plutôt un travestissement, multipliant par deux le nombre de tableaux, qui décrivent le parcours obscène de Marie, qui se retrouve, comme en extase, « ses bras en croix », symboliquement « mise au tombeau ».
On peut aussi relever dans ce récit des éléments renvoyant à certains archétypes du conte : la forêt, l'auberge, le nain maléfique, les oppositions polaires entre le jour et la nuit, la tempête et le soleil. Mais au-delà, Le Mort, par son intensité dramatique et le condensé saisissant de ses images, mêlant obscénité, violence et religion, horreur et beauté, se rattache aussi à ce que Bataille nomme « l'expérience intérieure », ou encore « l'expérience mystique hétérodoxe », et qu'il évoque, entre descriptions d'états extatiques et réflexions théoriques, dans nombre de ses textes : « La Pratique de la joie devant la mort » (1939, publiée dans le dernier numéro d'Acéphale), L'Expérience intérieure (1943), Le Coupable (1944), Sur Nietzsche (1945), Méthode de méditation (1947). Dans sa préface inédite au Mort, il écrit : « Un glas perce le ciel, mais il est gai. Je meurs, mais je ris de mourir. Je tire mon enchantement de ce qui atterre. Personne aurait-il avant moi mesuré toute la jouissance de la mort ? »